# Mário Couto
Mário Couto Filho (Soure, 14 de janeiro de 1946) é um administrador de empresas e político brasileiro, filiado ao Partido Liberal. Couto é conhecido pelo temperamento forte e, quando Senador da República, por pronuciamentos fortes na tribuna, sendo um dos críticos mais severos ao Partido dos Trabalhadores (PT) durante sua candidatura e gestão no Senado Federal.

## Biografia e trajetória política

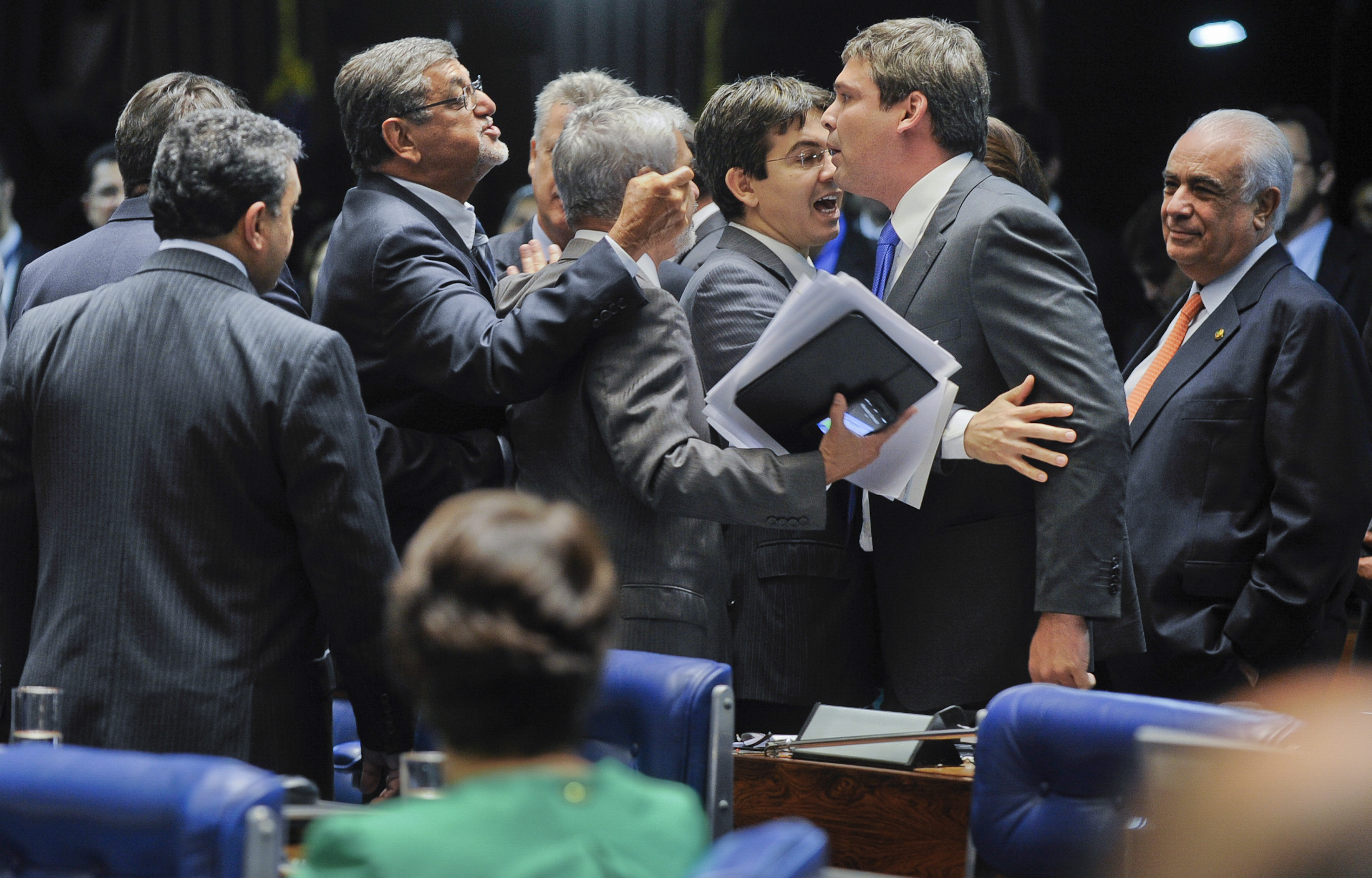
Discussão em Plenário entre os senadores Mário Couto (então PSDB) e Lindbergh Farias (PT).

Mário Couto graduou-se em Administração na UFPA e iniciou sua vida política após presidir o antigo Departamento Nacional de Estradas de Rodagem (DNER) do Pará. Cumpriu quatro mandatos consecutivos como deputado estadual do Pará (de 1990 a 2006), e chegou a presidir a Assembleia Legislativa do estado.
Elegeu-se senador pelo PSDB do Pará em 2006, com os suplentes também tucanos Demetrius Fernandes Ribeiro e Sydney Jorge Rosa, nessa ordem. O senador alçou fama por tecer severas críticas aos governos do Partido dos Trabalhadores, chegando a classificar senadores como "ladrões" em discurso proferido na tribuna do Senado e a pedir ao Supremo Tribunal Federal uma "limpeza" do Congresso, com a averiguação do patrimônio de cada senador.
Em 2015, após sua derrota na disputa pela reeleição ao Senado Federal, Couto desfilia-se do PSDB, entendendo que fora prejudicado pelo partido na corrida eleitoral, mais precisamente pelo Governador do Estado do Pará Simão Jatene, a quem Mário Couto chegou a ofender publicamente.  Segundo Couto, o Governador teria articulado a candidatura de 6 aspirantes ao Senado Federal, incluindo Mário Couto, na coligação "Juntos Com o Povo". Com isso, restou ao político apenas 60 segundos para a realização de sua propaganda eleitoral gratuita frente aos 6 minutos de seu principal adversário Paulo Rocha, do PT. Segundo informou à imprensa e em uma de suas publicações, a consequência direta do fato foi que o petista dispunha de vastos minutos para proferir acusações, enquanto Mario não tinha tempo suficiente para se defender e esclarecer os fatos em que fora direta ou indiretamente citado. Mário Couto permaneceu sem partido até outubro de 2017, quando assinou a ficha de filiação partidária pelo Partido Progressista.
Em 2018, Mário Couto teve sua candidatura indeferida pelo Tribunal Regional Eleitoral do Pará, sendo impedido de concorrer nas eleições de outubro do mesmo ano. A justificativa do procedimento foi a possível alteração das atas de convenção do partido pela Comissão Executiva.

### Iniciativas
Em 1982, Mário Couto fundou, no bairro do Guamá, a Sociedade Recreativa Cultural e Carnavalesca Arco-Íris, uma escola de samba da cidade de Belém. O investimento na agremiação, assim como o apoio de dois importantes nomes do carnaval carioca, advindos da Beija-Flor de Nilópolis, o carnavalesco Joãozinho Trinta e diretor de harmonia Laíla, colaboraram para o objetivo de disputar o legado de vitórias da Rancho Não Posso Me Amofiná, escola que até então era absoluta campeã das edições anteriores, perdendo o título apenas em 1983. A Sociedade Arco-íris também conquistou a premiação de campeã do carnaval de Belém em 1986, 1987 e 1989. Já em 1990, os desfiles passaram a incomodar os moradores da Doca, que se tornava uma área residencial cada vez mais valorizada na região. Com isso, a Prefeitura Municipal de Belém decidiu extinguir qualquer apoio ao carnaval paraense, gerando críticas de diversos meios de comunicação por causa do desemprego que a decisão causou aos membros de diversas famílias. A decisão do então prefeito Sahid Xerfan passou a ser duramente criticada por Mário Couto.

## Propostas e posicionamentos no Senado Federal

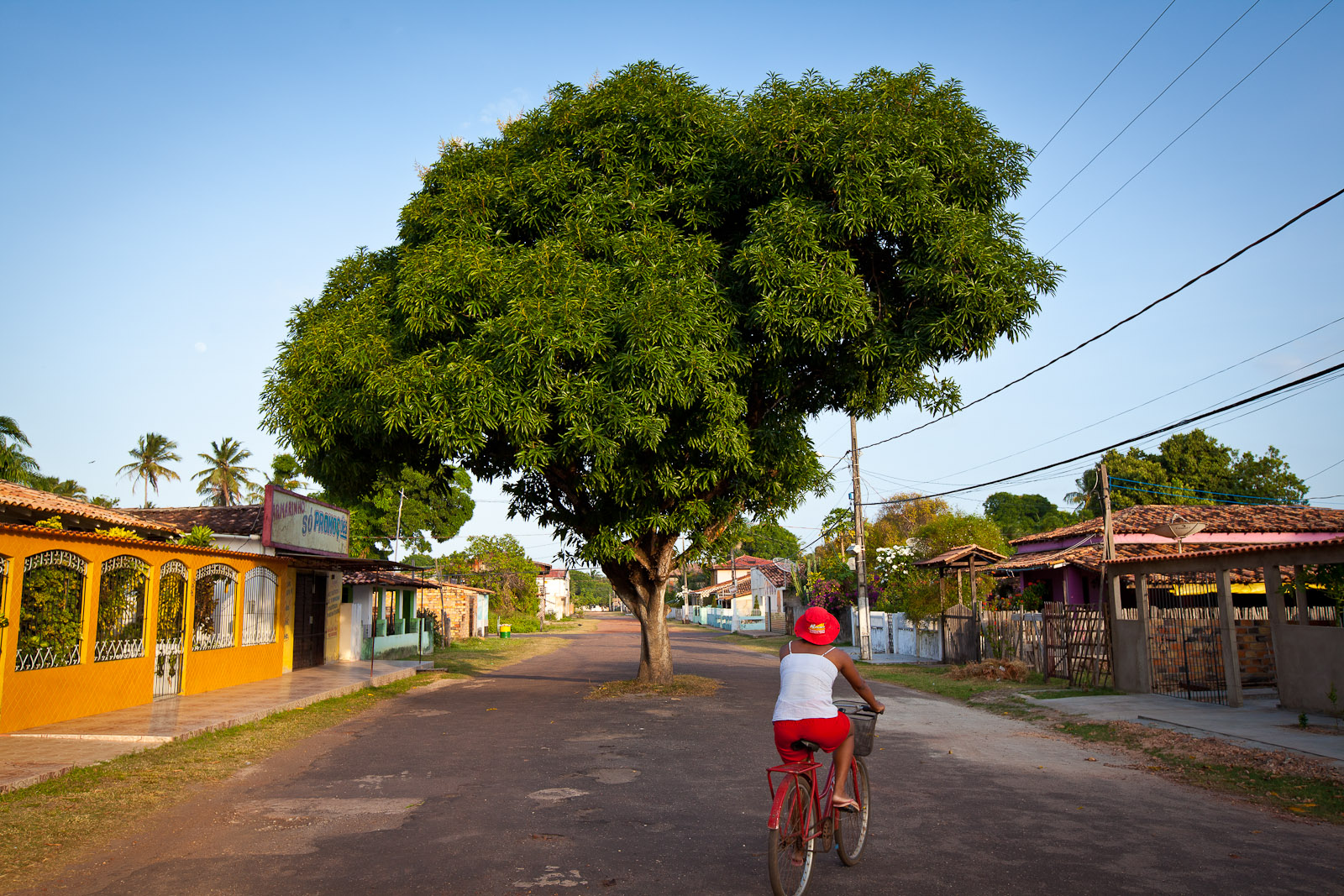
Salvaterra, Ilha do Marajó (PA).

Em 2006, como presidente da Assembleia Legislativa do Estado do Pará, sancionou o projeto que reduziu o recesso parlamentar de 90 dias para 55 dias e acabou com os pagamentos nas convocações extraordinárias.
Em 2007, tendo em vista a demora na abertura do Hospital Sarah Kubitschek do Pará, Mário Couto passou a reivindicar uma audiência com o presidente da instituição, Aluízio Campos da Paz, com o objetivo de esclarecer o porquê de a obra estar abandonada há mais de três anos, embora tenham sido previstos, e supostamente liberados nesse período, recursos orçamentários para a conclusão do hospital. Segundo a argumentação do político, o Ministério da Saúde já teria confirmado a transferência desses recursos à direção do Sarah, que já consumiu cerca de 10 milhões reais durante sua obra. Além disso, Couto Filho também destacou a atuação do Movimento Acorda Pará, que luta há mais de cinco anos pela conclusão do Hospital. No mesmo ano, Mário Couto fez um apelo em Plenário pela inclusão de investimentos federais em favor da Ilha de Marajó, que, segundo Mário, estaria necessitando de investimentos em transporte e energia para a população da Ilha, que estaria passando por uma fase de recessão econômica e extrema pobreza.
Mário Couto anunciou, em 2008, a apresentação de uma proposta de emenda à Constituição que permitiria a quebra do sigilo bancário, telefônico e fiscal de parlamentares que estariam sendo investigados por procedimentos incompatíveis com o decoro parlamentar. Ainda em 2008, Mário Couto Filho associou-se ao senador Paulo Paim no pedido de votação rápida do projeto de lei (PLS 58/03) que garante às aposentadorias e pensões o mesmo índice de reajuste concedido ao salário mínimo.
Já em 2013, o então senador Mario Couto lançou críticas ao governo do estado, comandado por Ana Júlia Carepa, ao ex-presidente Lula e a então presidente Dilma Rousseff, no que diz respeito a falta de repasse de verbas federais para a área da saúde do Estado. No mesmo ano, Couto também criticou o uso de aeronaves da Força Aérea Brasileira (FAB) por ministros do governo de Dilma Rousseff. Segundo o senador, seria  "impressionante e difícil de entender" que, na situação em que o Brasil se encontrava, passando por um momento crítico de sua economia, os integrantes do governo voavam indevidamente em aviões da FAB e de outros órgãos públicos.
Em 3 de dezembro de 2013, Mário Couto Filho e Randolfe Rodrigues recolheram assinaturas para a reapresentação do pedido de criação de uma Comissão Parlamentar de Inquérito (CPI) das Federações, com o objetivo de investigar irregularidades nas federações de futebol. O objetivo da CPI seria investigar a apuração das denúncias sobre abuso de poder econômico nas eleições e reeleições de dirigentes da Confederação Brasileira de Futebol (CBF) e das federações estaduais. Entre as irregularidades apontadas estariam a compra de votos, desvio de verbas e problemas com a prestação de contas e o recolhimento de tributos. Entretanto, em novembro do mesmo ano, houve o arquivamento do pedido de criação desta CPI porque nove senadores retiraram suas assinaturas do requerimento.
Em 2014, o Supremo Tribunal Federal absolveu oito condenados da Ação 470, o processo do mensalão. Indignado, Mário Couto proferiu em Plenário, que o STF teria desconsiderado todo o trabalho anterior feito pelo mesmo tribunal e deixou na população uma sensação de impunidade.
Além disso, Mário Couto também declarou seu voto a favor do projeto que estabelece um piso salarial para agentes comunitários de saúde, chamando a atenção para a importância da categoria, que, em sua avaliação, não tem a valorização que merece por parte do governo.
Mário Couto também se posicionou contra a realização da Copa do Mundo no Brasil em 2014, criticando os elevados investimentos feitos para a realização da Copa do Mundo, situação que atribuiu ao “exibicionismo” do governo. Ele disse que não há como convencer o povo de que a construção de estádios é mais importante do que aumentar o número de hospitais. O senador também rebateu as afirmações de que a Copa foi um sucesso porque os estrangeiros adoraram o país. Ele  disse que os turistas passaram apenas 30 dias no Brasil, que seria tempo insuficiente para saber como os brasileiros vivem de fato.

### Impeachment de Dilma Rousseff

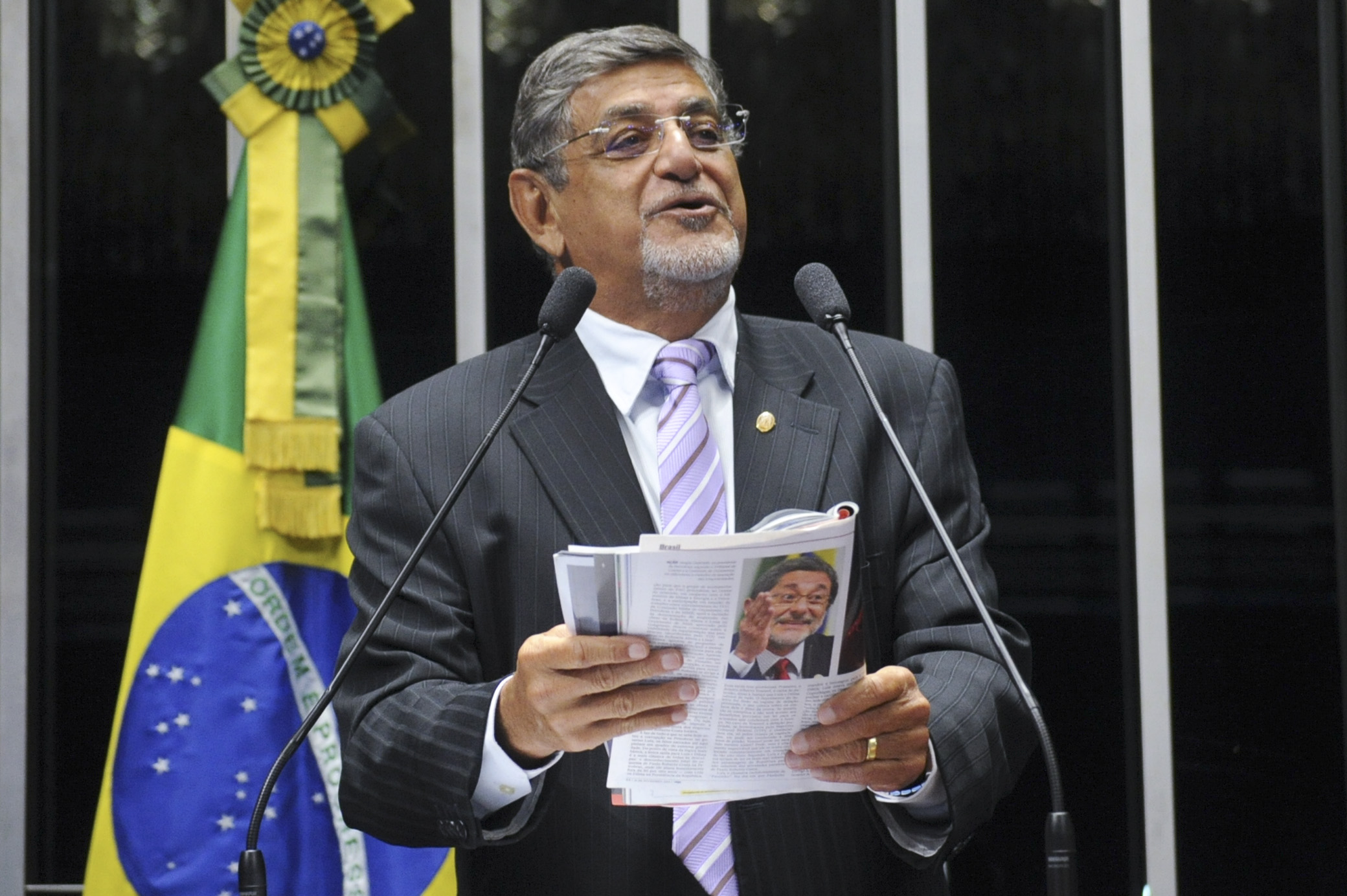
Mário Couto apresenta, pela segunda vez, pedido de impeachment da então presidente da República, Dilma Rousseff.

A primeira vez que Couto apresentou o pedido de impeachment foi quando a presidente declarou ter lido todo o documento da compra da refinaria de Pasadena e seguidamente aprovou a operação. Segundo Couto, a então Presidente teria cometido "crime de improbidade administrativa". Segundo informou aos jornais da época, Couto acreditava que esse fato teria dado início ao maior escândalo da corrupção no país. Em uma segunda tentativa e já despedindo-se do Senado em 2014, após ser derrotado pelo petista Paulo Rocha nas eleições estaduais no Pará em 2014, o então Senador Mário Couto chegou a anunciar um novo pedido de impeachment da então Presidente Dilma Rousseff que foi posteriormente arquivado pela presidência do Senado.

## Controvérsias
Em 2012, o senador Mário Couto foi acusado de improbidade administrativa pelo Ministério Público do Pará que investigava supostas irregularidades em licitações e pagamentos de servidores da Assembleia Legislativa do estado. O período investigado pelo ministério vai de 2003 a 2007, quando a assembleia paraense era presidida por Mário Couto. Nas eleições estaduais no Pará em 2010, Cilene Couto, filha de Mário Couto, elegeu-se deputada estadual. Cilene foi responsabilizada por omissão nos processos de fraudes em licitações durante a gestão de Mário Couto à frente da ALEPA. Em 2013, o senador fora inocentado pelo juiz da primeira vara da fazendo, Elder Lisboa. Assim como Mário Couto, as ações contra Cilene foram rejeitadas pelo Tribunal de Justiça do Estado do Pará.
No ano seguinte, Couto foi processado pela emissão de três cheques sem fundos e por se recusar a efetuar o pagamento de uma dívida de cerca de 82 mil reais. A dívida de Couto fora contraída na compra de um barco pertencente a um renomado médico de Belém, que não quis ser identificado, sendo representado pelo advogado, Dalton Lavor Moreira. Couto nunca foi encontrado para receber a citação judicial em seu endereço residencial, em Belém. O processo tramita na 8ª Vara Cível de Belém, cujo titular é o juiz Amilcar Bezerra Guimarães. Na página do Serasa, que é um serviço de proteção ao crédito, é possível verificar que Couto têm como prática comum espalhar "cheques voadores" dentro e fora do Estado.
Na cidade de Salinópolis, Couto foi o patrono do Santa Cruz de Cuiarana, um time da segunda divisão  do futebol paraense. O estádio do time, no interior do Pará, recebeu o nome de seu filho Mário Couto Netto, e é conhecido como Coutão. Algumas contratações caras para os padrões locais despertaram suspeitas de irregularidades e corrupção, por se tratar de um clube muito modesto para bancar as despesas sem receita de estádio. Na época, o estádio contava com patrocínios como Yamada, Fly Refrigerantes, BanPará e o Governo do Estado. Segundo as acusações proferidas por alguns jornais, haveria alguma associação entre o Detran do Pará e a folha salarial do clube. As denúncias sugeriam que Couto empregava cônjuges e familiares de jogadores no Detran, por onde se realizava um pagamento para além do estabelecido ao funcionalismo público. No entanto, nenhuma evidência fora encaminhada ao Ministério Público. Outros trâmites também foram computados por emissoras locais, como a contatação de pequeno empresário munido de documentos sobre um terreno que teria sido tomado por Couto para fazer parte das dependências do clube. A propriedade estaria localizada ao lado do Coutão.
Em 2008, investigado por não ter retirado pichações de muros no prazo definido após determinação da Justiça Eleitoral, ainda em seu mandato como deputado estadual em 2006,  Mário Couto Filho recebeu uma proposta de transação penal feita pela Procuradoria Regional Eleitoral no Pará e ratificada pela Procuradoria Geral da República, que indiciou o então senador a doar e comprovar mensalmente, durante um ano, uma cesta de remédios à Santa Casa de Misericórdia de Belém. O acordo foi selado pelo ministro Marco Aurélio Mello. O tucano se declarou satisfeito, mas, na época, chegou a reclamar da rigidez da lei eleitoral por obrigá-lo a pagar cerca de 7 mil reais ao mês em multas. Em sua defesa, Couto disse que não poderia fiscalizar a propaganda no interior do Estado e culpou a euforia dos correligionários pelas pichações.
Em 2014, o político também foi acusado de racismo por Edisane Gonçalves de Oliveira, uma moradora de Salinópolis, a quem supostamente teria ofendido verbalmente. O caso resultou em um processo de abuso de autoridade e foi encaminhado pelo juiz Eduardo Rodrigues de Mendonça Freire ao Supremo Tribunal Federal. Em sua defesa, o então senador disse que os fatos foram invertidos por Edisane Oliveira, que teria agredido verbalmente a ele e a outro aliado do político na ocasião, em carreata pela prefeitura de Salinópolis. Ele negou ter mandado prender a mulher e disse que dias depois foi procurado por ela, que desejava se desculpar pelo acontecido.

## Desempenho em eleições
| Ano  | Eleição            | Coligação                                                                                              | Partido | Candidato à       | Votos     | Resultado  |
| ---- | ------------------ | --- | ------- | ----------------- | --------- | ---------- |
| 1990 | Estadual do Pará   | sem coligação                                                                                          | PDS     | Deputado estadual | 10.786    | Eleito     |
| 1994 | Estadual do Pará   | sem coligação                                                                                          | PMDB    | Deputado estadual | 18.730    | Eleito     |
| 1998 | Estadual do Pará   | sem coligação                                                                                          | PSDB    | Deputado estadual | 17.663    | Eleito     |
| 2002 | Estadual do Pará   | sem coligação                                                                                          | PSDB    | Deputado estadual | 56.587    | Eleito     |
| 2006 | Estadual do Pará   | União Pelo Pará (PSDB / PFL / PP / PTB / PSC / PMN / PL / PAN / PRTB / PHS / PTC / PV / PRONA / PTdoB) | PSDB    | Senador           | 1.456.587 | Eleito     |
| 2014 | Estadual do Pará   | Juntos Com o Povo (PSDB, PSC, PSD, PSB, PP, PPS, SD, PTB, PRB, PEN, PMN, PTC, PSDC e PRP ePTdoB)       | PSDB    | Senador           | 624.401   | Não eleito |
| 2018 | Estadual do Pará   | sem coligação                                                                                          | PP      | Senador           | 0         | Indeferido |
| 2020 | Municipal de Belém | sem coligação                                                                                          | PRTB    | Prefeito          | 1.160     | Não eleito |
| 2022 | Estadual do Pará   | União do Bem Pelo Pará (PL, PSC, Patriota)                                                             | PL      | Senador           | 1.485.453 | Não eleito |